# 蜡烛油俱乐部
蜡烛油俱乐部（Tollygunge Club，俗称为Tolly--蜡烛）是位于印度加尔各答南区的蜡烛油的一个乡村俱乐部，包括一个18洞高尔夫球场和其他设施，高尔夫球场为6520/5686码，标准杆数为71。
1895年，William Cruikshank爵士建立了这个俱乐部，作为马术运动设施 “促进各种体育运动”。面积有100多英亩，建筑有200多年历史。

## 历史
俱乐部的广阔场地起初是约翰逊家族（印度最早的种植园主之一）1781年购置的的靛青种植园。后来

## 自然环境
俱乐部以拥有许多开花树木和热带植物的场地而自豪，许多植物来自遥远的澳大利亚和南美洲，为外来的鸟类提供天然的避难所。Kushal Mookherjee的著作Tolly的鸟和树对此进行了详细的研究。

## 设施
体育设施
- 高尔夫球 - 18洞，71杆，6628码
- 网球 - 6个硬地网球场
- 游泳 - 室内游泳池和户外游泳池
- 马术 - 有普通马和儿童骑的小马，每天2节课
- 壁球 -
- 台球 - 2个台子
- 健身俱乐部 - 有桑拿和蒸气浴

其他设施
- 酒吧与餐厅 - 空调和户外酒吧。印度菜、东方菜和西方菜
- 桥牌 - Regular Bridge sessions in Bridge Room.
- Cyber Cafe, Conferencing and Banqueting facilities.
- Transcend at the Tolly - A salon in collaboration with L'oreal Professional, 巴黎.
- Ayurvedic Spa
- Accommodation - 70 空调 Double Suites in Grand Stand, Tolly Towers & Tolly Terrace.
- 食物与饮料 - 4 Restaurants, 5 Bars, Wills Lounge, 3 Banquet Halls, Ice-cream Parlour.